# Germinal (film 1993)
Germinal (fr. Germinal) – dramat społeczny produkcji francuskiej z 1993 roku w reż. Claude’a Berri. Ekranizacja powieści Émile’a Zoli pod tym samym tytułem.

## Fabuła
Francja drugiej połowy XIX w. Do górniczej osady przy kopalni «Le Voreux» przybywa bezrobotny Étienne. Napotyka tu na ciężko pracujących i życzliwych górników. Niemal cudem udaje mu się dostać pracę na kopalni po zmarłej robotnicy. Szybko zaprzyjaźnia się z wielodzietną rodziną Maheu, która niemal w całości od lat pracuje w kopalni. Szybko też zauważa, że podobnie jak w całym zachodnim świecie epoki wczesnego kapitalizmu i tu panuje niesprawiedliwość społeczna. Wąska grupa wokół rodziny dyrektora kopalni żyje w dostatku, zbytku i nudzie, a ciężko pracująca górnicza większość głoduje. Jako socjalista z przekonania postanawia działać – mobilizuje górników, zakłada kasę zapomogową, nawołuje do walki o swoje prawa pod egidą międzynarodówki. Wkrótce pogłębiający się kryzys i obniżenie stawek przez zarząd kopalni doprowadza do wybuchu strajku. Jest on długotrwały i dla górników wyniszczający, zwłaszcza dla rodziny Maheu. W starciu protestujących z wojskiem ginie głowa rodziny Toussaint, a z wycieńczenia umiera jedna z nieletnich córek. Strajk kończy się niepowodzeniem, górnicy zmuszeni są przyjąć warunki zarządu. Miary nieszczęść dopełnia sabotaż anarchisty Suwarina, który doprowadza do zalania kopalni i śmierci wielu górników, w tym kolejnych dzieci Maheu'ów – syna Zacharie i córki Catherine. Étienne, otoczony powszechną niechęcią górniczej społeczności jako główny sprawca zła, opuszcza osadę głęboko wierząc, że robotnicy na całym świecie w końcu zjednoczą się i zwyciężą w walce o swoje prawa.

## Obsada aktorska
- Gérard Depardieu – Toussaint Maheu
- Miou-Miou – jego żona
- Renaud – Étienne
- Jean Carmet – Vincent Maheu
- Judith Henry – Catherine Maheu
- Jean-Roger Milo – Chaval
- Laurent Terzieff – Suwarin
- Bernard Fresson – Victor
- Jean-Pierre Bisson – Rasseneur
- Jacques Dacqmine – Philippe Hennebeau
- Anny Duperey – pani Hennebeau
- Gérard Croce – Maigrat
- Frédéric van den Driessche – inż. Paul Négrel
- Pierre Lafont – Léon Grégoire
- Annick Alane – pani Grégoire
- Thierry Levaret – Zacharie Maheu
- Albano Guaetta – Jeanlin Maheu
- Séverine Huon – Alzire Maheu
- Jessica Sueur – Lénore Maheu
- Mathieu Mathez – Henri Maheu
- Alexandre Lekieffre – Maxime

i inni.